# Mojmír Kovář
Mojmír Kovář (* 2. října 1938 Hošťálková) je český křesťanský aktivista a aktivista české a moravské menšiny na Slovensku, neúspěšný kandidát strany Moravané do Evropského parlamentu, bývalý československý politik a poslanec Sněmovny národů Federálního shromáždění po sametové revoluci. V současnosti působí ve Spolku pro obnovu venkova.

## Biografie
Dětství strávil v rodné Hošťálkové. Vystudoval gymnázium ve Vsetíně a pak v letech 1956–1961 Vysokou školu zemědělskou a lesnickou v Brně. Působil pak jako odborník na šlechtění obilovin. V letech 1963–1979 pracoval v Hlavní specializované šlechtitelské stanici v Branišovicích a v letech 1979–1992 ve Výzkumném a šlechtitelském ústavě v Bučanech u Trnavy. Je autorem či spoluautorem čtyř nově vyšlechtěných odrůd. Dlouhodobě bydlí v Trnavě. Zde se od roku 1989 podílel na politických změnách, byl předsedou Fora polnohospodárov Slovenska a mluvčím Koalice na podporu zemědělské reformy v ČSFR.
Profesně je k roku 1990 uváděn jako šlechtitel z Výzkumného a šlechtitelského ústavu okopanin a průmyslových plodin Bučany.
V lednu 1990 zasedl v rámci procesu kooptací do Federálního shromáždění po sametové revoluci do Federálního shromáždění. Ač české národnosti, zasedl do slovenské části Sněmovny národů (volební obvod č. 99 – Partizánske, Západoslovenský kraj) jako bezpartijní poslanec. Ve Federálním shromáždění setrval do konce funkčního období, tedy do voleb roku 1990.
Po zániku Československa přesídlil do Prahy, kde se angažoval na podporu zájmů české menšiny na Slovensku. Spolu se senátorem Milanem Špačkem připravil návrh revize právního statutu etnických Čechů na Slovensku. V roce 1993 spolu s Ivanem Dejmalem a dalšími osobnostmi založil Spolek pro obnovu venkova ČR, v němž stále působí.
V roce 2005 v rámci univerzity třetího věku absolvoval právo na Trnavské univerzitě. Dle údajů k roku 2009 na této škole studoval druhý ročník oboru psychologie.
V roce 1996 se v Praze podílel na založení organizace Fórum angažovaných křesťanů. V roce 2009 je uváděn jako jeho mluvčí. Toho roku kandidoval neúspěšně do evropského parlamentu za stranu Moravané coby bezpartijní kandidát.